# Jakob Denner
Jakob Denner (20. september 1659 - 17. februar 1746) var en kendt mennonittisk præst fra 1700-tallet.
Denner blev født den 20. september 1659 som søn af en strømpemager. Som ung mand lærte han erhvervet som blåfarver (≈stofftrykker). I sin fritid beskæftigede han sig desuden med matematik og astronomi og foretog flere dannelsesrejser til Spanien, Portugal, Italien og Moskva. Den 26. september 1684 blev han præst hos de mennonitiske dompelaars (nederlandsk for dykke under, latiniseret immergenter) i Altona. Dompelarerne var radikal-pietiske mennonitter, som praktiserede voksendåb gennem nedsænkning i vandet og som havde dannet et selvstendig menighed i Altona i 1648. Senere virkede han også som prædikant ved mennonititske menigheder i Lybæk (1687-1694), Frederiksstad (1694-1698) og Danzig (1698-1702). In 1702 vendte han tilbage til Altona og blev efterhånden en velkendt prædikant og knyttede kontakter til både den holstenske, danske og svenske adel. I 1708 kunne dompelarer ved hjælp af købmanden Ernst Goverts opføre en egen kirke. Kirkebygningen lå kun få meter fra den mennonitiske kirke i Große Freiheit og kom til at hedde den lille mennonitterkirke, immergenterkirke eller -under henvisning til Denners erhverv- blåfarverkirke. Denner virkede også som forfatter og udgav en række pietistiske andagtsbøger.
Efter Denners død i 1746 gik den lille dompelar-menighed snart i opløsning. Kirkebygningen blev i 1763 overdraget til herrnhuterne. Denner var gift med Catharina Wiebe. Parret havde en søn og seks døtre. Sønnen Balthasar Denner blev senere en kendt portrætmaler.

## Værker
- Christliche und erbauliche Betrachtungen über die Sonn- und Feiertags-Evangelien des ganzen Jahres, Altona, 1730; Philadelphia (Reprint), 1860